# Рубчиха
Рубчиха — село у складі міського поселення Клин Клинського району Московської області Російської Федерації.

## Розташування
Село Рубчиха входить до складу міського поселення Клин. Найближчі населені пункти Давидково, Покров, Никитське, Нагорне.

## Населення
Станом на 2010 рік у селі проживало 2 людей